# Hadrosaurinae
Los hadrosaurinos (Hadrosaurinae) son una subfamilia extinta de dinosaurios hadrosáuridos que vivieron a finales del período Cretácico en lo que hoy es Norteamérica.

## Descripción
Hadrosaurinae abarca a los hadrosáuridos difíciles de clasificar provenientes del oriente de Norteamérica, lo que antiguamente fue el subcontinente Appalachia. La mayoría de estos animales tienen características primitivas, sin embargo sus restos, que frecuentemente están en muy mal estado y fragmentados, no permiten una mejor determinación.
El único animal que se tiene total certeza de ocupar un lugar dentro de esta subfamilia es Hadrosaurus y su especie tipo H. foulkii, aunque otras especies dudosas de este mismo género como H. cavatus o H. minor, que también fueron localizadas en formaciones geológicas que constituían el subcontinente Appalachia podrían estar emparentadas.

## Historia
Hadrosaurinae fue propuesta por vez primera en 1869 por Edward Cope y retomada por Lawrence Lambe en 1918 para clasificar a todos los hadrosáuridos con ausencia de cresta cranéal, como Edmontosaurus, Gryposaurus, Kritosaurus, "Claosauous", Diclonius y Hadrosaurus.
Posteriormente, en 1998, el paleontólogo Paul Sereno, publicó una de sus obras mejor elaboradas donde define y recopila la mayor parte de la filogenia general de todos los dinosaurios. En esa publicación redefine a Hadrosaurinae como "todos los hadrosáuridos mayormente relacionados con Saurolophus que Parasaurolophus".
En 2010, el paleontólogo Albert Prieto-Márquez emitió una publicación donde modificó a gran escala la filogenia de los hadrosáuridos, donde Hadrosaurinae fue reasigando, y solo contendrá al género Hadrosaurus, y en cuestión a los hadrosáuridos "no crestados" serán incluidos en la subfamilia Saurolophinae.
Un grupo de investigación, integrado por Hal Xing, Jordan C. Mallon y Margaret L. Currie, publicaron en 2017 un trabajo sobre la redescripción anatómica craneal de Edmontosaurus regalis, donde incluye un nuevo estudio sobre la filogenia de Hadrosauridae y vuelve a definir a Hadrosaurinae en el sentido que Paul Sereno le dio en 1998.